# Liste der Einträge im National Register of Historic Places im McMullen County
Die Liste der Registered Historic Places im McMullen County führt alle Bauwerke und historischen Stätten im texanischen McMullen County auf, die in das National Register of Historic Places aufgenommen wurden.

## Aktuelle Einträge
| Lfd. Nr. | Name im NRHP        | Bild | Datum der Eintragung | Adresse/Lage       | Ort      | NRHP-ID  | Beschreibung |
| -------- | ------------------- | ---- | -------------------- | ------------------ | -------- | -------- | ------------ |
| 1        | Mustang Branch Site |      | 10. Aug. 1978        | Address Restricted | Calliham | 78003096 |              |